# Obiemi Corona
L'Obiemi Corona è una struttura geologica della superficie di Venere.